# Rachicerus brevicornis
Rachicerus brevicornis är en tvåvingeart som först beskrevs av Kertesz 1914.  Rachicerus brevicornis ingår i släktet Rachicerus och familjen vedflugor.
Artens utbredningsområde är Taiwan. Inga underarter finns listade i Catalogue of Life.